# ابن البلد (فلم)
ابن البلد، فيلم مصري من إنتاج عام 1942.

## قصة الفيلم
يجبر المقاول ابنته «فتحية» على الزواج من «عزمى بك» الذي يطمع في مالها بينما يطمع الآخر في ماله، لا تستطيع «فتحية» احتمال حياة زوجها التي تضج بالسهرات والمجون فيفشل الزواج لتعاني من أخت زوجها، وعشيقاته، تسوء أحوال عزمى بك المادية، تتعرف «فتحية» على المهندس «محمود» الذي ضاعت ورشته في غارات الإسكندرية، يستطيع محمود أن يدير المصانع التي ورثتها عن والدها وقد كانت معطلة، يتظاهر عزمى بأنه حريص على أموال زوجته، عندما يحس أنها تكاد أن تضيع منه، تطلب فتحية الطلاق، وبعد متاعب، تتزوج من محمود.

## الممثلون
- عزيزة أمير
- محمود ذو الفقار
- إستفان روستي
- محمود المليجي
- بشارة واكيم
- دولت أبيض
- زوزو شكيب
- فردوس محمد
- محسن سرحان
- محمد توفيق
- شهرزاد
- رمسيس نجيب
- محمد كامل
- عبد الحميد زكي

## وصلات خارجية
- مقالات تستعمل روابط فنية بلا صلة مع ويكي بيانات
- صفحة الفيلم على موقع السينما